# Убийства в йогурт-кафе (сериал)
«Уби́йства в йо́гурт-кафе» (англ. The Yogurt Shop Murders) — американский документальный сериал 2025 года режиссёра Маргарет Браун, посвящённый убийствам в йогурт-кафе в городе Остин, совершённым в 1991 году, в котором исследуются травмы, нанесённые семьям погибших и ход расследования преступления.
Мировая премьера сериала состоялась на фестивале South by Southwest 10 марта 2025 года. Премьерный показ программы состоялся 3 августа 2025 года в эфире телеканала HBO.

## Сюжет
Сериал рассказывает об убийствах в йогурт-кафе в городе Остин, произошедших в декабре 1991 года, исследуя травмы, полученные семьями жертв в результате преступления, а также ход расследования убийств. В него вошли интервью с членами семей и друзьями жертв, ведущими следователями полиции Джоном Джонсом и Полом Джонсоном, следователем отдела убийств Майком Хакабеем, автором Беверли Лоури, корреспондентом Эрин Мориарти, журналистом Майком Холлом, экспертом по показаниям очевидцев Робертом Шомером, адвокатами Джо Сойером, Карлосом Гарсией и Эмбер Фаррелли, а также судьей Майком Линчем и детективом Дэном Джексоном.

## Список серий
| № | Название                     | Режиссёр       | Дата премьеры   | Зрители в США (млн) |
| - | ---------------------------- | -------------- | --------------- | ------------------- |
| 1 | «Огонь и вода»               | Маргарет Браун | 3 августа 2025  | 0,203               |
| 2 | «Пятая жертва»               | Маргарет Браун | 10 августа 2025 | 0,214               |
| 3 | «Психические доказательства» | Маргарет Браун | 17 августа 2025 | TBD                 |
| 4 | «В ваше время»               | Маргарет Браун | 24 августа 2025 | TBD                 |

## Производство
У Эммы Стоун и Дэйва Маккери возникла идея снять документальный сериал об убийствах в йогурт-кафе в городе Остин в 1991 году, а компания A24 стала продюсером. Режиссёром сериала была назначена Маргарет Браун, которая согласилась после того, как пожила в Остине и обзавелась друзьями, освещавшими это дело. Она просмотрела полученные архивные материалы и хотела снять документальный фильм в стиле Дэвида Линча, но после встречи с семьями убитых изменила своё решение. A24 оплатила терапию для съёмочной группы из-за графического характера дела.
В январе 2023 года Маргарет Браун сообщила, что занята в производстве безымянного проекта HBO, спродюсированного A24. В октябре 2024 года было объявлено, что проект получил название «Убийства в йогурт-кафе», а Эмма Стоун и Дэйв Маккери выступят в качестве исполнительных продюсеров под своим брендом Fruit Tree.

## Восприятие
На сайте-агрегаторе рецензий Rotten Tomatoes сериал получил рейтинг одобрения 100 % на основе 9 отзывов критиков. На Metacritic — 83 балла из 100, на основе 4 отзывов, что соответствует «всеобщему признанию».